# Аномальний магнітний момент мюона
Анома́льний магні́тний моме́нт мюо́на — відхилення величини магнітного моменту мюона від «нормального» значення, передбаченого квантовомеханічним релятивістським рівнянням руху мюона. Позначається aμ.

## Вступ
Ненульове значення аномального магнітного моменту (a) є наслідком взаємодії частинки з віртуальними частинками — флуктуаціями квантових полів вакууму. Вимірюючи величину a можна оцінити сумарний внесок усіх наявних полів (взаємодій), зокрема й тих, що виходять за межі Стандартної моделі (СМ).
Розмір аномального магнітного моменту електрона (ae) майже повністю визначається електромагнітними взаємодіями, тоді як у разі аномального магнітного моменту мюона (aμ) домінування електромагнітного внеску дещо ослаблене. Значна маса мюона (він важчий від електрона майже в 207 разів) посилює внесок масивних полів, порівняно з ae, приблизно 43 000 разів (≈2072), що дозволяє «побачити» прояви полів за рамками КЕД — сильних, слабких і, можливо, інших, ще не відкритих, гіпотетичних взаємодій за межами СМ. Це спочатку зумовило великий інтерес до вимірювання aμ, навіть із точністю, значно нижчою від точності вимірювань ae.
Для пошуку Нової фізики шляхом дослідження аномальних магнітних моментів частинок теоретично було б привабливіше використовувати ще важчі, ніж електрони та мюони, тау-лептони, проте їх складніше виробляти, і вони дуже швидко розпадаються.
Інтерес науки викликає не сама експериментально отримана величина аномального магнітного моменту мюона (aμexp)[⇨], а її відмінність ({\displaystyle \Delta }aμ) від розрахункового (теоретичного) значення (aμSM)[⇨] в рамках СМ: Δaμ = aμexp − aμSM.
Нині[коли?] точність розрахунку aμ в рамках СМ досягла 0,3-0,4 ppm. Результат вимірювання aμ в експерименті E821[⇨] та його передбачення в рамках СМ[⇨] відрізняються на 3,5-4 стандартних відхилення (σ). Виходячи зі складності експерименту та розрахунків, такий рівень відмінності поки що рано оцінювати як надійний факт прояву Нової фізики, проте цей результат викликав значний інтерес наукової спільноти і наразі є найбільш значущим спостереженням розбіжностей передбачень Стандартної моделі з результатами експерименту, що потребує подальшої перевірки.

## Історія
Вивчення магнітних моментів елементарних частинок почалося з досліду Штерна — Герлаха 1921 року.
1947 року, в ході вимірювань надтонкої структури атомних переходів, встановлено, що розщеплення рівнів трохи перевищує передбачене значення, що може вказувати на те, що гіромагнітне відношення електрона ge дещо відрізняється від 2. Вимірювання показали, що аномальний магнітний момент (безрозмірнісна величина) електрона дорівнює ae = (1,15 ± 0,04)× 10−3.
Швінгер першим установив (1948—1949), що відмінність ge від 2 обумовлена радіаційними поправками, і обчислив аномальний магнітний момент електрона в першому порядку теорії збурень: ae = 1,16× 10−3, що блискуче збігся з результатами вимірювань (у сукупності з обчисленням лембівського зсуву 1947 року це стало тріумфом квантової електродинаміки).
У статті «Питання збереження парності у слабких взаємодіях» (1956) Лі та Янг вперше передбачили можливість вимірювання аномального магнітного моменту мюона.
Вперше гіромагнітне відношення мюона (gμ) виміряно 1957 року на циклотроні Невісської лабораторії (Ірвінгтон, США). Наявна точність вимірювання (gμ = 2,00 ± 0,10) не дозволила зробити висновок про величину аномального магнітного моменту мюона, але вдалося встановити, що мюон є точковою частинкою (для складеної частинки gμ може значно відрізнятися від 2), і підтвердилося незбереження парності при розпадах мюонів і піонів.
Точніше вимірювання на циклотроні Nevis 1960 року (gμ = 2⋅(1,00122 ± 0,00008)) майже з 10 % точністю підтвердило, що aμ ≈ α/(2π), де {\displaystyle \alpha } — стала тонкої структури, тобто мюон є важким аналогом електрона.
У 1960—1970-их роках у ЦЕРНі проведено кілька вимірювань aμ з дедалі вищою точністю:
- Перший експеримент (CERN I) — досягнута відносна точність 0,4 %; підтверджено передбачення КЕД для aμ з урахуванням внесків порядку {\displaystyle \alpha /\pi } і {\displaystyle (\alpha /\pi )^{2}}.
- Другий експеримент кінця 1960-х років (CERN II) — відносна точність 0,027 %; прогноз КЕД підтверджено до {\displaystyle (\alpha /\pi )^{3}}. Крім того, вперше аномальний магнітний момент мюона виміряно як для мюона (μ−), так і для антимюона (μ+).
- Третя серія експериментів 1970-их років (CERN III) — відносна точність 0,00073 % (7,3 ppm) дала змогу «побачити» не тільки внесок КЕД, але й внесок сильних взаємодій із точністю ~10 %.

Наступним етапом став проведений наприкінці 1990-их — на початку 2000-х років у Брукгейвенській національній лабораторії (БНЛ) експеримент E821, точність якого в 14 разів перевищила точність експерименту CERN III[⇨].
Нині[коли?] в лабораторії ім. Енріко Фермі триває експеримент Muon g-2 (E989) з використанням магніту експерименту E821, який, за задумом організаторів, має підвищити точність значення в 4 рази, до 0,14 ppm. Збір даних розпочато в березні 2018 року, закінчення очікується у вересні 2022 року. 2021 року оголошено перші результати вимірювання g-фактора аномального магнітного моменту мюона, отримані в ході першого сеансу роботи експерименту Muon g-2, що мають статистично значущу розбіжність 3,3 стандартних відхилення з передбаченнями Стандартної моделі. Ця аномалія є сильним свідченням існування п'ятої фундаментальної взаємодії. У ході наступних сеансів експерименту статистична точність відхилення результатів від передбачень Стандартної моделі зростатиме і, ймовірно, скоро досягне планки, достатньої для офіційного відкриття Нової фізики.
У майбутньому також планується провести ще точніший експеримент E34 з вимірювання аномального магнітного моменту мюона в J-PARC, початок збору даних заплановано на 2024 рік.

#### Таблиця
| Експеримент | Рік              | Полярність мюонів |                   | Точність (ppm) | Примітки та посилання            |
| ----------- | ---------------- | ----------------- | ----------------- | -------------- | -------------------------------- |
| CERN I      | 1961             |                   | 0,001145(22)      | 4300           |                                  |
| CERN II     | 1962-1968        |                   | 0,00116616(31)    | 270            |                                  |
| CERN III    | 1974-1976        |                   | 0,001165910(11)   | 10             |                                  |
| CERN III    | 1975-1976        |                   | 0,001165936(12)   | 10             |                                  |
| BNL (E821)  | 1997             |                   | 0,001165925(15)   | 13             |                                  |
| BNL (E821)  | 1998             |                   | 0,0011659191(59)  | 5              |                                  |
| BNL (E821)  | 1999             |                   | 0,0011659202(15)  | 1,3            |                                  |
| BNL (E821)  | 2000             |                   | 0,0011659204(9)   | 0,73           |                                  |
| BNL (E821)  | 2001             |                   | 0,0011659214(9)   | 0,72           |                                  |
| Muon g-2    | 2021 (2018—2021) |                   | 0,00116592061(41) | 0,35           | Результати першого сеансу роботи |
| Muon g-2    | 2023 (2018—2023) | +                 | 0,00116592059(22) | 0,19           | Результати другого сеансу роботи |

## Значення

#### Теорія
У червні 2020 року міжнародна група «Ініціатива з теорії мюона g-2» (Muon g-2 Theory Initiative) у складі понад 130 вчених з 20 країн, що представляють близько 80 дослідницьких установ, опублікувала статтю «Аномальний магнітний момент мюона в Стандартній моделі», в якій повідомила найточніше станом на 2021 рік розрахункове (теоретичне) значення аномального магнітного моменту мюона:
aμSM = 116591810(43)×10−11.
2021 року в журналі Nature опубліковано статтю теоретичної групи, яка використовувала чисельний розрахунок на суперкомп'ютерах за допомогою методу квантової хромодинаміки на ґратці, що показав результат, ближчий до експериментального, ніж до консенсусного теоретичного значення 2020 року.

#### Експериментальні дані
Найточнішим (до публікації ще точніших результатів експерименту Muon g-2а, які можна подивитися в таблиці вище) було вимірювання аномального магнітного моменту мюона, отримане 2006 року в ході експерименту E821 у Брукхейвенській національній лабораторії — в постійному зовнішньому магнітному полі вивчалася прецесія мюона і антимюона, що циркулювали в обмежувальному накопичувальному кільці. Згідно з отриманими даними, аномальна частина магнітного моменту мюона становить
aμexp {\displaystyle ={\frac {g-2}{2}}=0{,}00116592080(54)(33),}
де (54) і (33) — розміри статистичної та систематичної похибок відповідно.
Аналіз статистики дозволив виміряти aμ незалежно для μ− і μ+ із точністю 0,7 ppm. Дані результати добре узгоджувалися між собою, підтверджуючи CPT-інваріантність. Шляхом об'єднання результатів для μ− і μ+ отримано остаточний результат із точністю 0,54 ppm.